# 哈里季尼夫卡
47°51′20″N 29°35′35″E / 47.85556°N 29.59306°E
哈里季尼夫卡（烏克蘭語：Харитинівка）是位於烏克蘭西南部的村莊，由敖德萨州波季利斯克区的巴爾塔市鎮負責管轄。該村距離巴爾塔8公里，始建於1796年，面積0.54平方公里，海拔高度151米，2001年人口44。